# Критянки (Еврипид)
«Критянки» — трагедия древнегреческого драматурга Еврипида на сюжет из критской мифологии. Была впервые поставлена на сцене в 438 году до н. э. вместе с трагедиями «Алкеста», «Телеф» и «Алкмеон в Псофиде». Текст «Критянок» полностью утрачен, содержание пьесы известно только благодаря пересказу, сохранившемуся в составе других произведений античной литературы.
Главная героиня пьесы — критская царевна Аэропа, которая влюбляется в молодого воина. Отец приказывает утопить её, но моряки сохраняют Аэропе жизнь и привозят её в материковую Грецию.
На драматических состязаниях цикл Еврипида занял только второе место из-за необычной для афинского зрителя мелодраматичности и патетичности отдельных сцен. «Критянки» всё же обрели популярность: арии Аэропы о её несчастной любви пели в Афинах и после смерти Еврипида.
Пьеса с таким же названием есть и у Эсхила, но в ней совсем другой сюжет.